# Карула (национални парк)
Национални парк Карула је национални парк на југу Естоније. Основан је 1979, а заштићен као национални парк 1993. године.
Карулу карактерише брдовит рељеф, бројна језера, велики биодиверзитет и традиционални културни пејзаж. Флора националног парка је богата, али обухвата и неколико врста који су на листи угрожености у Естонији, као што су Dactylorhiza majalis, Daphne mezereum и Botrychium matricariifolium, последњи се може само наћи на три локације у Естонији и Карула је једна од њих. Фауна такође укључује и неке необичне угрожене врсте као што су Myotis dasycneme , Clanga pomarina и Ciconia nigra. Сисари као што су рис, твор и лос с веома чести.